# Unidad primigenia universal
Unidad primigenia universal es un movimiento artístico surgido a mediados del siglo XX en Japón y posteriormente expandido a Argentina. Fue propuesto por la artista plástica, diseñadora y compositora japonesa Akiko Kawarai. El movimiento tuvo su alcance en diferentes campos: artes plásticas, artes aplicadas como la joyería, música, etc. Se caracteriza por las composiciones de formas esféricas-circulares plasmadas como el origen de todos los fenómenos existentes.

## Características
Para el movimiento de Unidad primigenia universal la ejecución de obra es el resultado de una vivencia existencial que se expresa plásticamente. Patente en la delicadeza de las composiciones, el variado cromatismo de la paleta y el cuidado manejo de los materiales pueden en su conjunto pueden describirse como el manifiesto de una meditación unida al acto de pintar. Los artistas del movimiento creen en el ciclo de las encarnaciones como realidad, por ello, cuando llevan a cabo sus obras transitan las vivencias pasadas vedadas a su memoria actual. De esta manera, las imágenes que emergen en sus obras son recuerdos esparcidos de otras vidas pasadas a través de reencarnaciones. Cuando un observador siente la atracción a sumergirse en las obras para percibir el infinito a través de las formas que juegan en su inconsciente, allí vive en un instante una conexión con la vivencia común entre el artista y él. Los artistas manifiestan que su expresión artística inconsciente florece desde lo interno de su ser a través del diálogo fluido con lo divino y que cada uno de sus obras es un encuentro con el origen primigenio. En sus obras aparecen formas esféricas-circulares, porque según deducen, éstas son las formas más puras y originarias de todos los fenómenos existenciales.

### La ejecución de las obras es regida por los siguientes conceptos
1. En la realización de obras no hay planificación alguna y siempre comienza desde un punto inicial llamado el nacimiento primigenio. Mientras se lleva a cabo la obra es necesario tener la mente en blanco hasta su finalización para lograr una conexión profunda con lo divino.
2. Las obras no refieren a nada del mundo cotidiano. Podrían describirse como visiones de un mundo interior donde generalmente las figuras humanas están excluidas, las luces y sombras no son tratadas desde un punto focal uniforme, sino cada elemento tiene su propia luz y sombra. Así mismo las figuras se distribuyen libremente sin verse afectada por las leyes de la gravedad.
3. A pesar de la temática abstracta de las obras del movimiento Unidad primigenia universal es posible observar encontrar formas que se asemejan a: figuras humanas, insectos, peces, etc.

## Integrantes
- Akiko Kawarai, fundadora.
- Kazuma Kitano.
- Emi Houjo.
- Rolando J. García.
- Maribel Montes Alonso.
- Lila Nieves Matsumotoro.

## Origen
El origen del movimiento Unidad primigenia universal tuvo lugar en 1938 en la capital de Manchukuo cuando la fundadora del movimiento Akiko Kawarai padeció una enfermedad grave, la cual la llevó prácticamente al borde de la muerte. En ese momento agonizando, ella tuvo una revelación: ésta fue la visión de su frágil cuerpo desintegrándose en diminutas unidades esféricas que se esparcían para finalmente agruparse en una esfera dorada tornasol y allí se proyectaron imágenes de escenas parciales de sus vidas anteriores de reencarnaciones. Esa vívida visión permaneció con ella para siempre y otorgó a la niña un interés por la observación cuidadosa de las formas esféricas y circulares que se perciben en la vida cotidiana y la capacidad de poder ver escenas de sus vidas anteriores a través de la profunda meditación.
En 1945 al fin de la Segunda Guerra Mundial, Akiko Kawarai regresó a su país natal, Japón, y ahí comenzó a compartir sus experiencias trascendentales relacionadas con el arte a un selecto grupo de artistas, los cuales generalmente llevaban a cabo retiros espirituales en algunas montañas cercanas a la ciudad Utsunomiya, provincia de Tochigi. Además ella era una amante de la literatura y frecuentaba exclusivos círculos literarios donde conoció a notables escritores contemporáneos de Japón.
Para los artistas del movimiento las formas esféricas-circulares son el diseño sagrado y la base arquitectónica preferida de Dios y además se encuentran más allá del entendimiento humano. Él construyó la Tierra, el Sol, la Luna, etc. y cualquier objeto químico o biológico está construido a partir de formas esféricas-circulares: partícula subatómica.
La experiencia sublime que el observador experimenta al ver una obra del movimiento tiene que ver con percibir una belleza no descriptible desde lo racional, sino en adentrar su ser originario en la voluptuosa inconsciencia de la obra.
Los ojos tienen una gran relevancia para estos artistas, ya que consideran que son las ventanas del alma. Asimismo entienden que cuando un observador siente algo por sus obras, es porque él fue el partícipe en otro momento de su vida pasada de la escena incógnita que encierra cada forma esférica-circular que dibujó el artista. 

## El movimiento de Unidad primigenia universal en otras artes
Una vez madurado su arte Akiko Kawarai sintió la necesidad de incursionar en otras ramas del arte como la música y el diseño. 

### Música
Su interés por la música como medio expresivo nació al oír la acordes tangueros del prestigioso cantor Charlo allá por la década del 1970. Luego de ello sintió un llamado interno que la haría abandonar su tierra natal del Japón para emprender un aventuroso viaje con destino a la Argentina junto a sus seis queridos gatos.
Una vez radicada en Argentina, Akiko tuvo como maestros a importantes exponentes tangueros como:
- Virgilio Expósito.
- Charlo.

De esta experiencia Akiko Kawarai maduró sus propias composiciones musicales que vieron la luz en su Álbum Mirada de Marioneta del año 1998 y Buenos Aires Fantasía del año 2001. De acuerdo a las críticas ella logró exitosamente amalgamar sus ideas de una la unidad primigenia universal en las composiciones musicales de tango, vals, milonga.

#### Algunos de sus títulos musicales
- A plena luz (1998)
- A sola con mi piano (1998)
- Atardecer azul(2000)
- Brisa de otoño (2000)
- Camino azul (2000)
- Canción crepúsculo (2000)
- Canta grillo (2000)
- Con tu amor (1998)
- Cuentos de colibrí (2000)
- Danza de viento (2000)
- En tiempo de tu amor (1998)
- Espejo perdido (1998)
- Hasta la amanecer (1998)
- Viento brillante (1998)
- La boquilla (1998)
- Mar lejano (2000)
- Mar y sueño (1998)
- Rocío Matinal (2000)
- Rosa de verano (2000)
- Sin final (1998)
- Vida mágica (1998)
- Viola violeta (2000)
- Venturanza (2000)

### Diseño de joyería
Hacia 1970 Akiko Kawarai sintió la necesidad de aplicar sus postulados estéticos en las artes aplicadas, más específicamente en la joyería. La razón que llevó a su espíritu a sumergirse en este ámbito de expresión fue el considerar necesario concebir sus composiciones tridimensionalmente, pero la escultura no podía satisfacer sus anhelos completamente, ya que ella no esperaba que sus creaciones quedaran apartadas en un pedestal. Al contrario, Akiko Kawarai deseaba que sus creaciones fueran vivídas y unidas profundamente a su poseedor. La belleza, la originalidad y el equilibrio se combinaron con exquisitos materiales nobles proporcionados por la naturaleza: plata, oro, platino, perlas y selectas gemas naturales. Su obra en joyería ha recibido las siguientes premiaciones y menciones:
- The 9th International peal design contest, 1981 Nihon shinjyu kouriten kyokai shourei premium, Rendering special Awards.
- The 14th Diamond design contest, Young & fashionable premium, 1981.

## Proyección
El movimiento plástico Unidad primigenia universal nace de una experiencia personal de su fundadora y es por lo tanto una particular concepción del arte que trascendió las modas artísticas del Japón. De acuerdo a las palabras de su fundadora: «La unidad primigenia universal siempre ha existido y siempre existirá, yo sólo me dedique a plasmarla plásticamente en cada una de mis obras».